# José Alencar
Pour les articles homonymes, voir Alencar.
José Alencar Gomes da Silva, né le 17 octobre 1931 à Muriaé et mort le 29 mars 2011 à São Paulo, est un homme d'État brésilien.

## Biographie

### Carrière politique
De 2003 à 2010, sous la présidence de Luiz Inácio Lula da Silva, José Alencar Gomes da Silva est vice-président de la république.
En 2005, il devient membre du Parti républicain brésilien.
Il meurt en 2011, peu après la fin de son second mandat de vice-président, à 79 ans.

## Vie privée
Lors de la fondation du PR en 2005, il a affirmé être catholique. 
Dans les deux dernières années de sa vie, il a commencé à fréquenter l’Église universelle du Royaume de Dieu .